# 多日瓦
多日瓦（烏克蘭語：Дожва），是烏克蘭的村落，位於該國西部沃倫州，由科韋利區負責管轄，面積0.88平方公里，海拔高度193米，2001年人口143，人口密度每平方公里162.68人。